# Sankt Gilgen (Gilching)

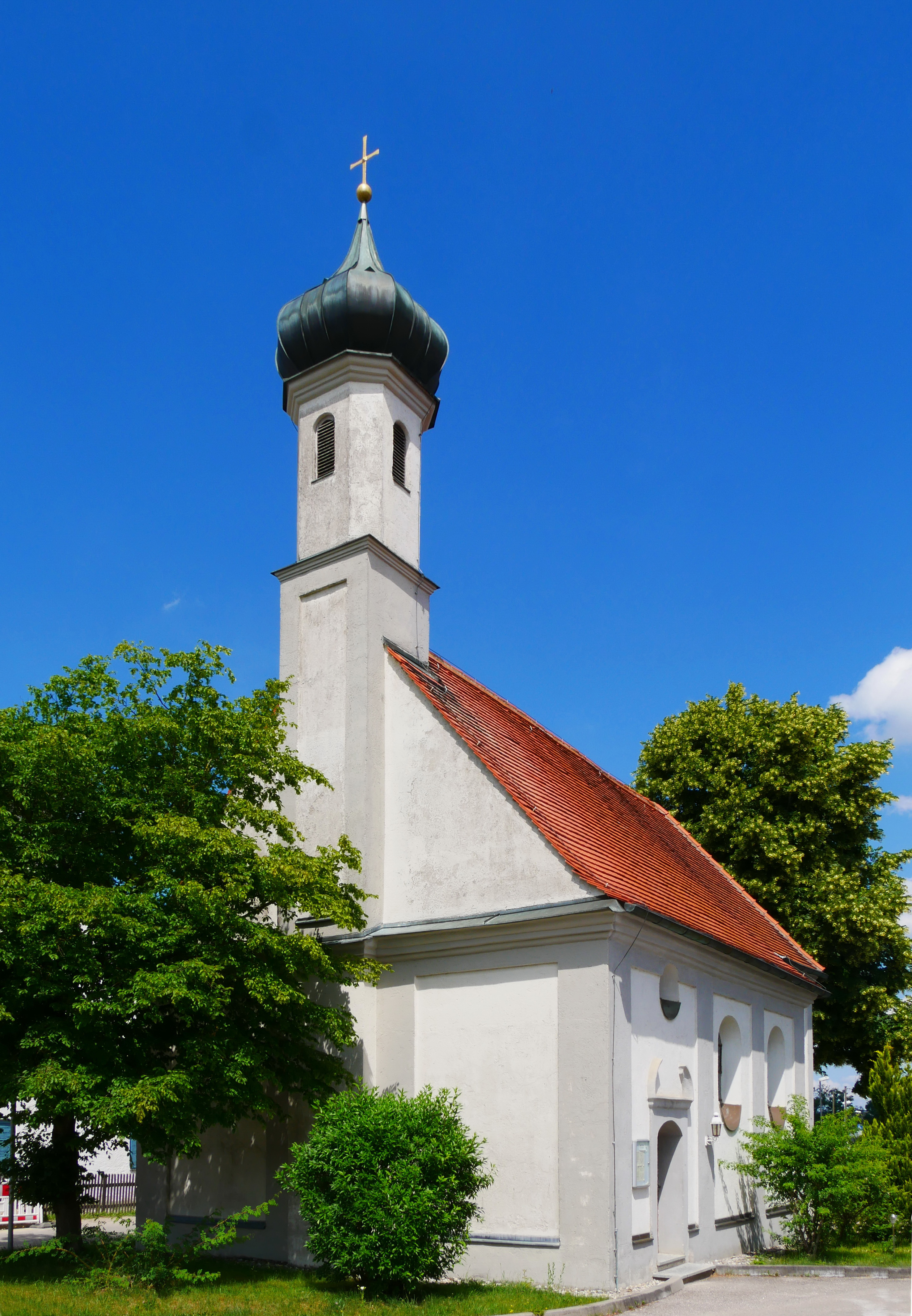
Kapelle St. Ägidius

Sankt Gilgen ist ein Gemeindeteil von Gilching im Landkreis Starnberg.
Das Dorf liegt von Feldern umgeben westlich des Gemeindeteils Neugilching und nördlich der A96. Kurz nach dem Zweiten Weltkrieg erreichte der Ort eine Bevölkerungszahl von 529.
Durch den alten Ortskern verläuft die St.-Gilgener-Straße, an der die denkmalgeschützte St.-Ägidius-Kapelle liegt. Sie wurde erstmals 1315 in Sparfluchen (alter Ortsname) erwähnt und zeichnet sich durch ihre einheitliche barocke Altarausstattung aus. Zuletzt wurde die Kapelle in den 1960er und 70er Jahren saniert. 
Im Jahr 2018 gab es Pläne im Ort eine Müll-Umladestation zu bauen.